# Udel'naja
Udel'naja è una cittadina della Russia europea centrale, situata nella oblast' di Mosca; appartiene amministrativamente al rajon Ramenskij.
Sorge nella parte centrale della oblast', 28 chilometri a sudest di Mosca.